# إيرنيستو هيريرو
إيرنيستو هيريرو هو لاعب رماية كوبي، (ولد في كاماغواي في كوبا 1893  م).

## وصلات خارجية
- إيرنيستو هيريرو على موقع أوليمبيديا (الإنجليزية)